# Siła Robotnicza
Siła Robotnicza (fr. Force Ouvrière, FO), właśc. Powszechna Konfederacja Pracy-Siła Robotnicza (fr. Confédération Générale du Travail - Force Ouvrière, CGT-FO) – francuska centrala związkowa, jedna z pięciu największych konfederacji związków zawodowych we Francji. Skupia przede wszystkim urzędników państwowych i pracowników biurowych.

## Historia
Została utworzona w 1948 po rozłamie w Powszechnej Konfederacji Pracy (CGT). W 1947 mniejszość socjalistyczna wycofała się z CGT po tym, jak komuniści przejęli kontrolę nad aparatem kierowniczym federacji. Odejście socjalistów zostało wywołane przez politykę CGT inspirowaną przez komunistów, polegającą na podżeganiu do gwałtownych strajków, które wydawały się mieć na celu destabilizację nowego rządu Czwartej Republiki. Odłamowcy utworzyli nową konfederację, CGT–FO, pod przywództwem Léona Jouhaux, który był sekretarzem generalnym CGT w latach 1909–1946.
Przez dziesięciolecia od założenia CGT–FO pozostawała mniejsza od CGT i reprezentowała głównie pracowników etatowych i pracowników sektora usług publicznych. Ideologicznie związek identyfikuje się jako socjalistyczny poglądy, ale nie jest oficjalnie powiązana z Partią Socjalistyczną (PS).
Centrala jest członkiem Międzynarodowej Konfederacji Wolnych Związków Zawodowych (ITUC), Europejskiej Konfederacji Związków Zawodowych (ETUC) i Komitetu Doradczego Związków Zawodowych przy OECD.